# Mascotte (motorfiets)
Mascotte is een historisch motorfietsmerk.
De bedrijfshaam was: Moteurs et Motorcycles Mascotte, Courbevoie.
Mascotte was eenFrans fabriekje dat in 1923 en 1924 lichte 174 cc zijkleppers bouwde.